# Súlur

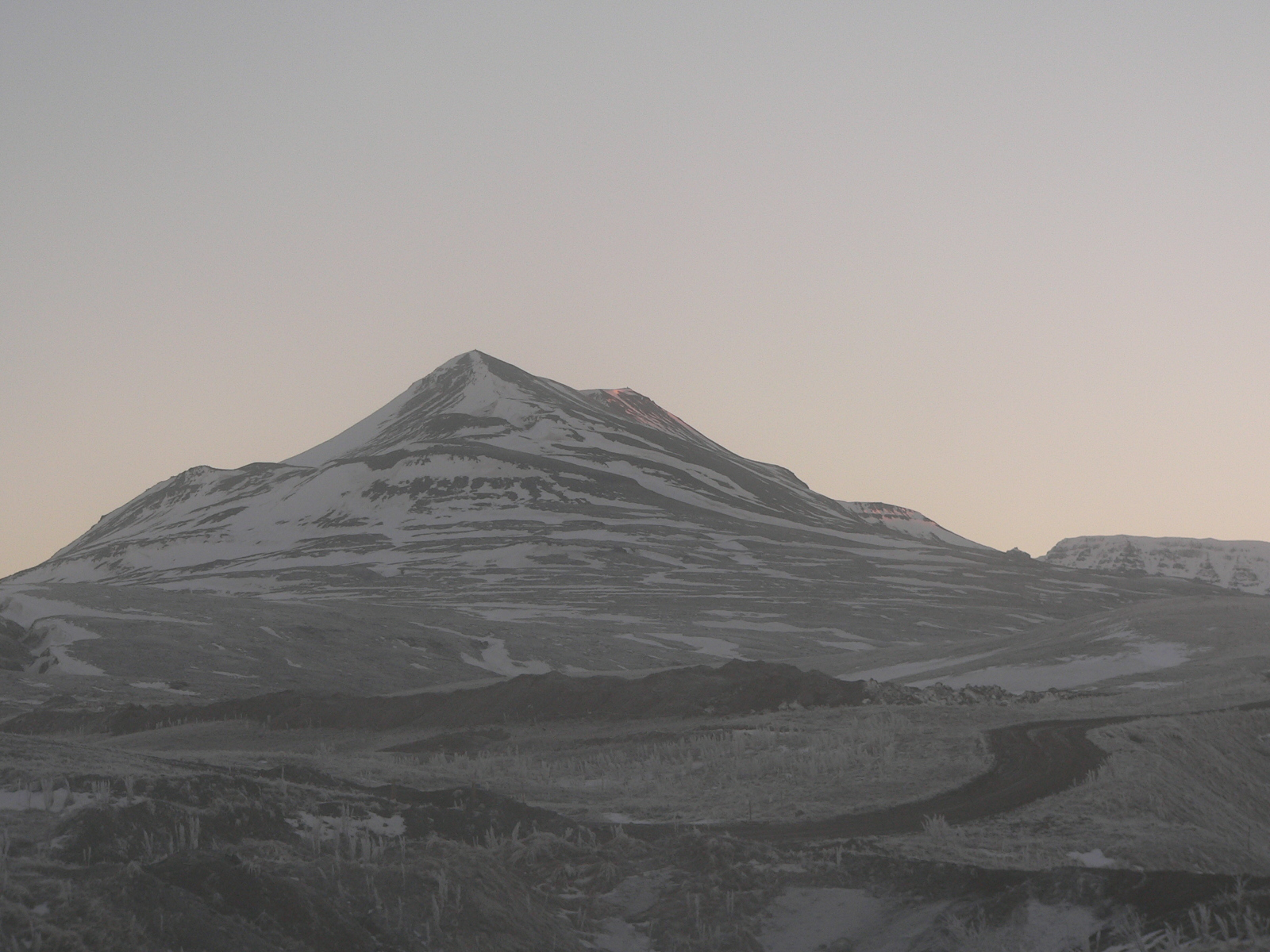
Súlur

Der Berg Súlur befindet sich im Norden von Island. Seine beiden Gipfel ragen im Südwesten über Akureyri auf. Er ist Teil des erloschenen Zentralvulkans Kerling, der ihm benachbart ist, und 1213 m hoch. Der niedrigere der Zwillingsgipfel erreicht 1144 m Höhe.
Der Berg ruht auf einem Basaltsockel von ca. 500 Meter Dicke. Der Gipfel besteht jedoch aus leuchtendem Rhyolith.
Das Gebirgsmassiv, das den Kerling mit dem Súlur verbindet, weist noch einige andere niedrigere Gipfel aus, wie Litli- und Stóri-Krummi (dt. der Kleine und der Große Rabe). Einige Gletscherreste finden sich noch im Kvarnárdalur, einem Hochtal unterhalb des Kerling.
Unterhalb des Berges liegen Hütten des Isländischen Wandervereins. Der Berg ist nicht schwierig zu begehen. Wege führen von Akureyri hinauf.